# Ysgol yr Hendre

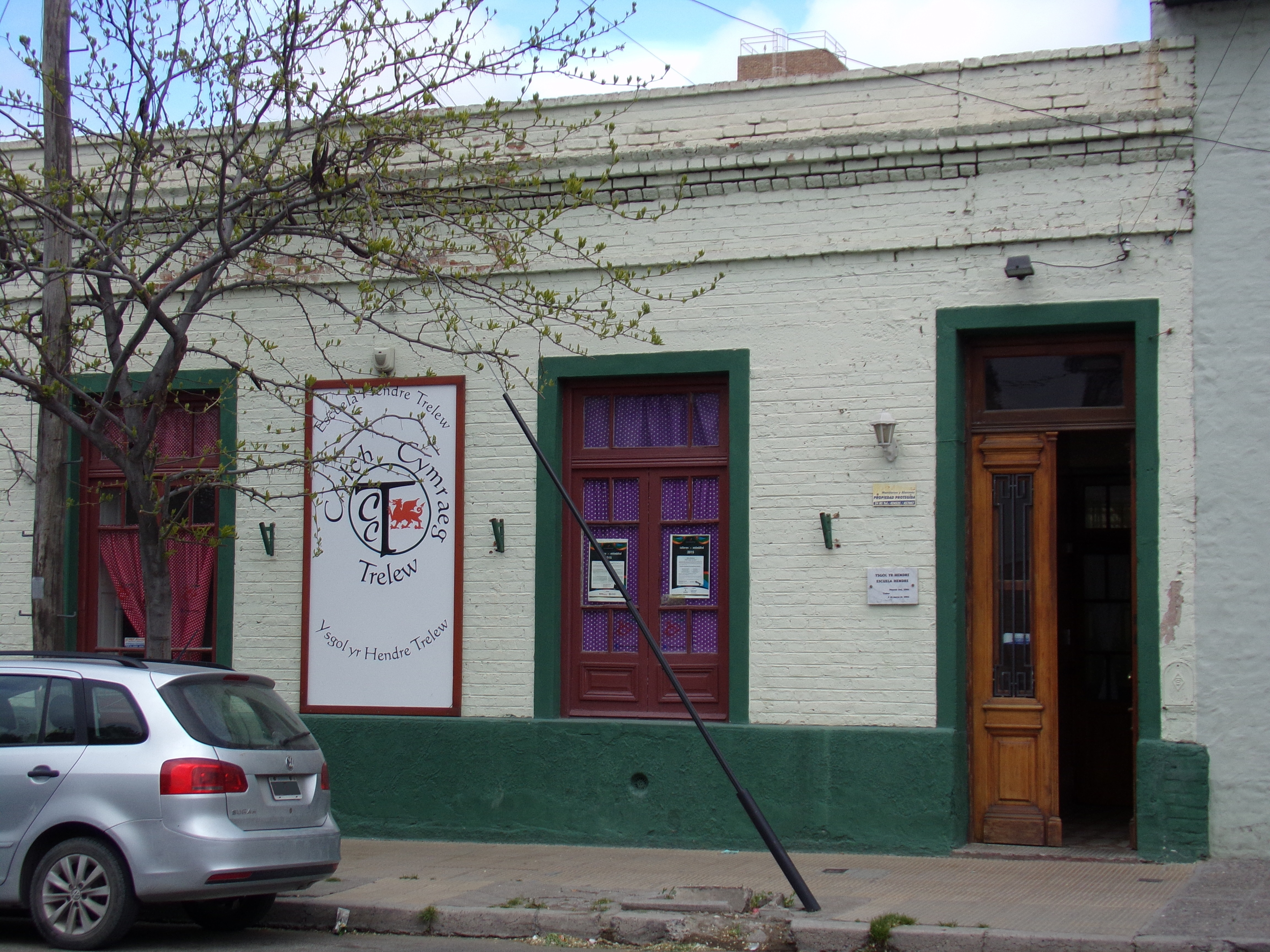
Vista de la otra sede de la escuela en Trelew.

Ysgol yr Hendre (pronunciación: ˈəskɔl ər ˈhɛndrɛ) es una escuela de enseñanza primaria bilingüe galés-español, ubicada en Trelew, provincia del Chubut, Argentina.

## Historia
Acorde a Vistas del Valle, "El jardín comenzó a funcionar en el año 1996 bajo la dirección de la Sra. Mónica Graciela Jones de Jones en su quincho hasta el año 1997, en el que la maestra Shirley James tomó la responsabilidad. En el año 2004 Judith Jones se unió al equipo, en el momento cual el jardín logró ofrecer un taller diario en el vestry de la capilla Tabernacl de Trelew".
"En vista del crecimiento del número de alumnos del Ysgol Feithrin y en virtud del interés que despertó su funcionamiento en nuestra ciudad los padres de los alumnos vieron la necesidad de contar con un lugar propio que podría crecer hasta convertirse en una escuela bilingüe y que rescate los valores de la cultura galesa aquí en Trelew.
Comenzaron una campaña para juntar fondos y adquirir una sede propia, gracias al aporte de la comunidad, y con una gran ayuda de Gales, especialmente de Dafydd Wigley, que fue miembro del Parlamento Británico y de la Asamblea Nacional de Gales y del pintor Sir Kyffin Williams lograron juntar más de $US60,000 en menos dos años.
Con estos fondos se logró adquirir la propiedad en la que hoy funciona el Ysgol Feithrin." 
Fue inaugurada el lunes 6 de marzo de 2006, inicialmente para enseñar a los niños de entre tres y cinco años de edad por medio del galés y español. Actualmente es una de las varias escuelas activas en la Patagonia argentina que enseñan galés. La escuela forma parte de un renacimiento del idioma galés en el sur argentino. Las autoridades educativas del Chubut autorizaron el establecimiento de la escuela y apoyan sus objetivos. Las clases en galés ayudaron a promover y mantener dicho idioma en la antigua colonia galesa en la Patagonia.
Anteriormente, el jardín de infantes comenzó a funcionar en 1995. Para 2004 ofrecía un taller en la capilla Tabernacl de Trelew.
Debido al crecimiento del establecimiento y el interés de la comunidad, se llevó a cabo una campaña para juntar fondos y adquirir una sede propia. Se contó con la ayuda del político Dafydd Wigley y del pintor Kyffin Williams, lográndose juntar más de 60.000 dólares estadounidenses. Desde entonces, y debido a programas de intercambio, la escuela ha contado con profesoras llegadas de Gales.
En 2015 por el 150° aniversario del inicio de la colonia galesa, un grupo de niños y maestros de esta escuela viajó al Reino Unido.